# 彭楽

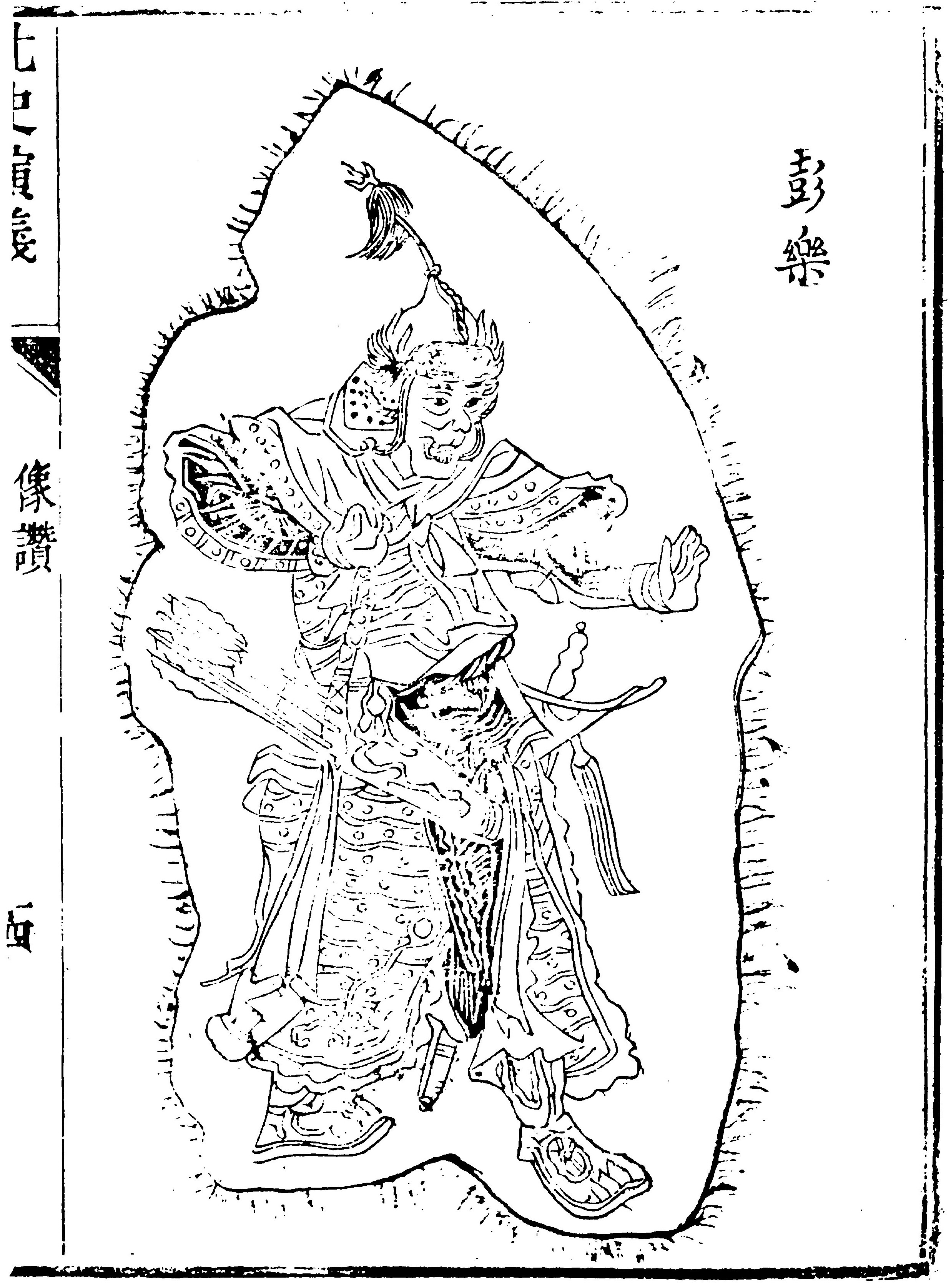
彭楽

彭 楽（ほう がく、生年不詳 - 551年）は、北魏末から北斉にかけての軍人。字は興。本貫は安定郡。

## 経歴
驍勇で騎射を得意とした。孝昌年間、杜洛周の反乱に従い、反乱が成功しないと察すると、爾朱栄に降った。528年（孝昌4年）、爾朱栄に従って葛栄を滏口で破った。さらに都督となり、高歓に従って行台僕射の于暉（于勁の子）とともに羊侃を瑕丘で破った。同年（永安元年）、韓楼の反乱に参加し、北平王に封じられた。爾朱栄が大都督の侯淵を派遣して韓楼を討たせると、彭楽は韓楼から離反して侯淵に降った。529年（永安2年）、高歓が山東に進出すると、彭楽は高歓に随従した。532年（中興2年）、韓陵の戦いにおいて、彭楽は先頭に立って敵陣を落とし、爾朱氏の軍は総崩れになった。彭楽は楽城県公に封じられた。後に軍功により汨陽郡公の爵位に進み、肆州刺史に任じられた。
537年（天平4年）、彭楽は高歓に従って西征し、西魏の宇文泰の軍と対峙した。高歓は持久戦に持ち込もうとしていたが、彭楽は「わが軍は多く、敵は少なく、百人で一人を取れば、兵力差を覆すことはできません」といって、決戦を求めた。高歓はこれに従った。沙苑の戦いにおいて彭楽は酒に泥酔していて、敵兵に刺されて腸が出てしまい、腸を体内に戻したものの納まりきらず、はみ出したところを切り落として、再び戦った。身に数か所の傷を負い、東魏軍の敗勢が明らかになると、撤退した。高歓はことあるごとに彭楽の油断を戒めた。
543年（武定元年）、北豫州刺史の高仲密が東魏から離反すると、西魏の宇文泰がその援軍としてやってきたため、高歓は洛陽北郊の邙山で迎撃しようとした。偵察が西魏軍は洛州を去ること40里にあって、しとねで乾飯を食べていると報告した。高歓は「自ら渇き死にすべきで、どうしてわたしに殺されるのを待つのか」といって、陣を整えて待ちうけた。西魏兵が到着すると、みな喉がからからになっていた。彭楽は数千の精鋭の騎兵を率いて右甄となり、西魏軍の北垂を突いて、向かうところみな退却させ、宇文泰の本営に突入した。人が彭楽の裏切りを告げたので、高歓はこれを信じて彭楽のたびたび主君を変える性質を罵った。まもなく西北で土煙が起こり、彭楽の使者が戦勝を報告した。彭楽は西魏の臨洮王元柬・蜀郡王元栄宗・江夏王元升・鉅鹿王元闡・譙郡王元亮・詹事趙善や督将僚佐48人を捕らえる功績を挙げていた。諸将は勝利に乗じて、3万人あまりを斬首した。
西魏軍が撤退すると、高歓は彭楽にこれを追撃させた。宇文泰は追い詰められて逃走し、「愚か者め。今日わたしを退場させて、明日おまえがあるものか。どうして前の陣営にある金宝を収めて帰らないのか」といった。彭楽は宇文泰の言に従い、宇文泰の金帯1束を得て帰還した。高歓が金帯を得た経緯を詰問すると、彭楽は宇文泰の言葉を答えたうえ、「この語がなくても見逃していたでしょう」といった。高歓は彭楽の勝利を喜んだものの、なおかつ怒って、彭楽を地面に伏せさせ、自らその頭を持ち上げてはぬかずかせることを繰り返した。高歓は沙苑の戦いでの彭楽の失敗を数え上げ、刀を振り上げては振り下そうとすること3回、物言わず歯噛みすること長らくして、ようやく彭楽を解放した。彭楽は5000騎を率いて宇文泰を捕らえたいと志願したが、高歓は許さなかった。
のちに彭楽は并州刺史に任じられた。549年（武定7年）12月、司徒に上った。550年（天保元年）6月、陳留王に封じられ、太尉に転じた。551年（天保2年）2月、前行襄州事の劉章らにより謀反の罪を告発され、処刑された。

## 伝記資料
- 『北史』巻53 列伝第41